# Свята Північної Македонії

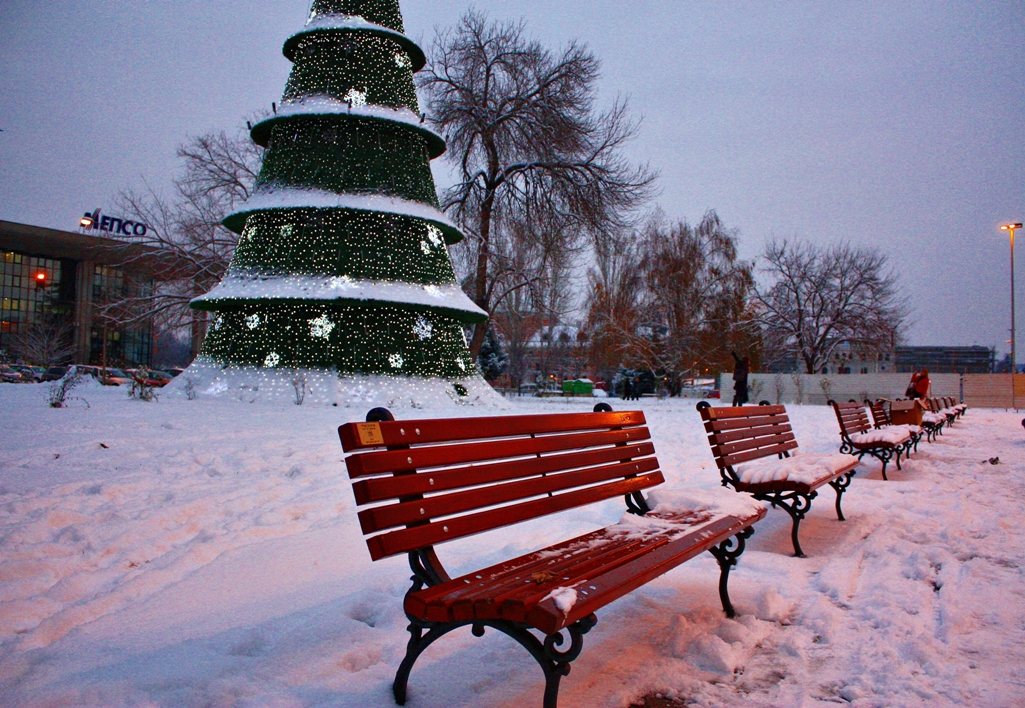
Зима у столиці Республіки, місті Скоп'є. Різдвяна ялинка. 2010

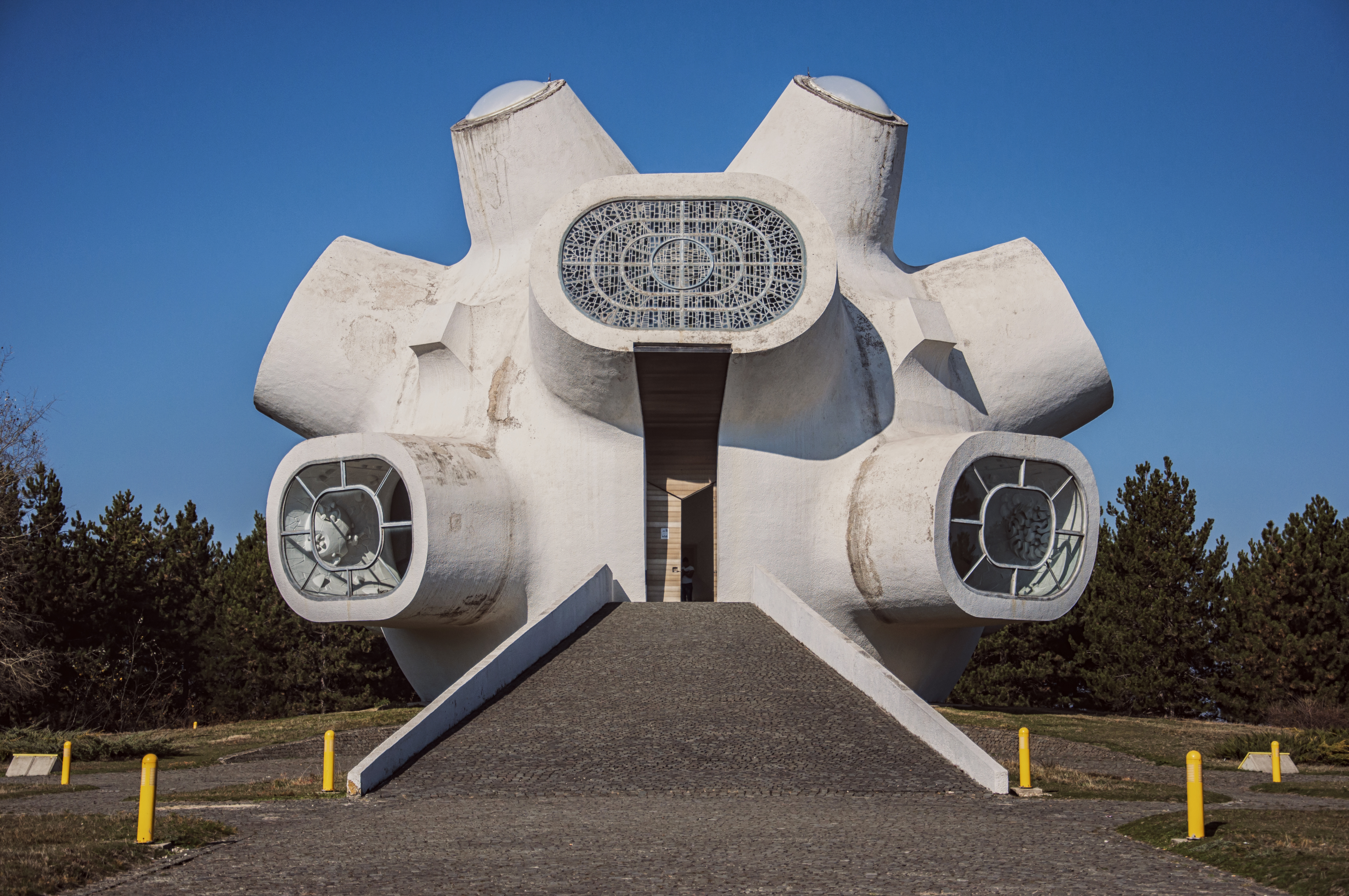
Меморіал «Македоніум», присвячений здобуттю незалежності після Ілінденського повстання, Крушево, Східний регіон

Офіційні свята в Македонії проводяться по ряду причин, включаючи релігійні та національні свята.
| Дата                                                                                             | Назва                                   | Македонська назва                                      |
| ------------------------------------------------------------------------------------------------ | --------------------------------------- | ------------------------------------------------------ |
| 1 — 2 січня                                                                                      | Новий рік                               | Нова Година                                            |
| 7 січня                                                                                          | Різдво Христове                         | Прв ден Божиќ                                          |
| Перехідне свято                                                                                  | Страсна П'ятниця                        | Велики Петок                                           |
| Неділя після першого повного місяця після фіксованого весняного рівнодення 21 березня (3 квітня) | Перший день Великодня                   | Прв ден Велигден                                       |
| Перехідне свято                                                                                  | Другий день Великодня                   | Втор ден Велигден                                      |
| 1 травня                                                                                         | День праці                              | Ден на трудот                                          |
| 24 травня                                                                                        | День святих Кирила і Мефодія            | Св. Кирил і Методиј, Ден на сесловенските просветители |
| 2 серпня                                                                                         | День республіки                         | Ден на Републиката                                     |
| 8 вересня                                                                                        | День незалежності                       | Ден на независноста                                    |
| 11 жовтня                                                                                        | День повстання                          | Ден на востанието                                      |
| 23 жовтня                                                                                        | День македонської революційної боротьби | Ден на македонската револуционерна борба               |
| 1 шавваля                                                                                        | Ураза-Байрам                            | Рамазан Бајрам                                         |
| 8 грудня                                                                                         | День Святого Климента Охридського       | Св. Климент Охридски                                   |